# Carl Proske

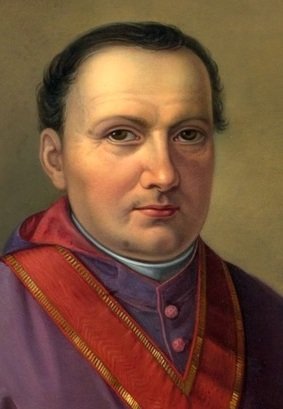
Carl Proske, Porträt als Chorherr an der Alten Kapelle

Carl Proske (* 11. Februar 1794 in Gröbnig bei Leobschütz, Oberschlesien; † 20. Dezember 1861 in Regensburg) war ein deutscher Sammler und Herausgeber kirchenmusikalischer Werke, Reformer der katholischen Kirchenmusik, Arzt und Geistlicher.

## Leben und Werk

### Herkunft, Ausbildung,  Umschulung
Carl Proske wurde als Sohn eines Gutsbesitzers in Gröbnig in Oberschlesien geboren. Eigentlich sollte der junge Carl das Gut übernehmen, doch er entschied sich anders: Nachdem er das Gymnasium in Leobschütz abgeschlossen hatte, studierte er in Wien Medizin. Dies war ihm aber nur möglich, weil die zweite Frau seines Vaters einen männlichen Erben mit in die Ehe brachte. 1813 schloss sich Proske den napoleonischen Befreiungskriegen an, von denen er, ausgezeichnet mit dem preußischen Armeedenkzeichen erst 1815 wieder zurückkehrte. Ein Jahr später nahm Proske sein Medizinstudium in Halle (Saale) wieder auf, wo er am 1. Juni 1816 zum Doktor der Medizin promovierte.
Nach verschiedenen Tätigkeiten und hohen Auszeichnungen als praktizierender Arzt verzichtete Proske auf eine glänzende Laufbahn im preußischen Staatsdienst, gab 1823 seine erst ein Jahr zuvor erhaltene Stelle als Kreisphysikus in Pleß auf und entschied sich auf Anregung des späteren Bischofs von Regensburg Johann Michael Sailer, der damals noch Domkanoniker war, zu einem Studium der Theologie in Regensburg. 1826 wurde Proske im Regensburger Dom zum Priester geweiht. Zu einer engen Freundschaft mit dem späteren Bischof Sailer kam es, als der promovierte Proske den ernsthaft erkrankten Sailer, dessen Hausarzt nicht erreichbar war, erfolgreich behandeln und rasch heilen konnte.

### Vikariat in Regensburg
Proske erhielt als erste Stelle ein Chorvikariat an der Alten Kapelle in Regensburg und wohnte im Gebäude Alte Dechantei. 1830 wurde ihm von König Ludwig I. ein Kanonikat an der Alten Kapelle verliehen. Danach konnte sich Proske vermehrt und intensiv seinen Musikstudien widmen. Seine Absicht war es, die damals stark verweltlichte Kirchenmusik zurückzudrängen mit dem Ziel, eine „würdevolle Ausstattung und Unterhaltung des kirchlichen Gottesdienstes“ zu erreichen „durch Entfernung des Verwerflichen und Unreinen und durch Aufnahme des Echten und Reinen, und der Heiligkeit der Liturgie die vollkommenste Aufmerksamkeit zu widmen.“
Nach seiner Auffassung sollte der gregorianische Choral die Grundlage jeder Komposition von Kirchenmusik sein. Gemäß dieser Einstellung begann Proske, unterstützt vom 1829 zum Bischof ernannten Michael Sailer, den Aufbau einer Sammlung von liturgischen Kompositionen alter Meister, die schon 1833 zu einer umfassenden Sammlung von musiktheoretischen Werken und kirchenmusikalischen Schriften angewachsen war.

### Italien-Reisen

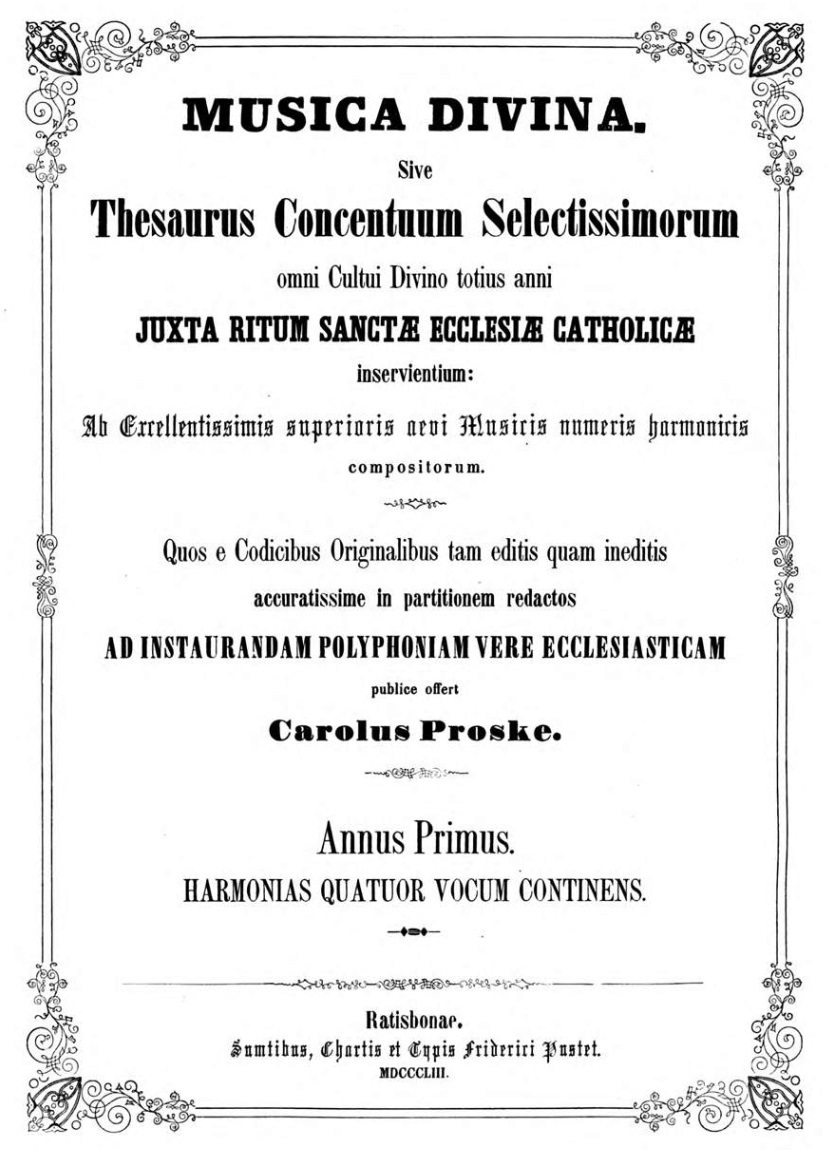
Titelseite des ersten Bandes der Sammlung Musica Divina (1853) mit der Zweckbestimmung ad instaurandam polyphoniam vere ecclesiasticam – „zur Einführung einer wahrhaft kirchlichen Mehrstimmigkeit“

Der eifrige Forscher gab sich jedoch damit nicht zufrieden und wollte die musikalischen Schätze auch vor Ort studieren. Von
1834 bis 1836 unternahm Proske, nachdem er vom Stift „studiorum causa“ beurlaubt worden war, seine erste Reise nach Italien (v. a. Rom und Neapel) mit dem Ziel, Abschriften von Werken der altklassischen Vokalpolyphonie des 16. Jahrhunderts zu sammeln.  Es folgten 1837 eine zweite und 1838 eine dritte Reise auf den Spuren alter italienischer Meister, die ihn u. a. nach Bergamo, Bologna, Florenz, Padua, Venedig, Rom und Neapel führten. Er erstellte eigenhängige Abschriften und kaufte auch  bei Antiquaren ganze Sammlungen alter Musikliteratur.

### Publikationen
1853 bis 1864 erschien Proskes grundlegendes vierbändiges Werk Musica Divina (durchgeführt von Franz Xaver Haberl), in dem Gesänge zu allen liturgischen Bereichen enthalten sind (Band 1: 12 Messen; Band 2: Motetten für das ganze Kirchenjahr; Band 3: polyphone Vespergesänge; Band 4 postum: Gesänge der Karwoche, Litaneien, Te Deum usw.). Unterstützt wurde Proske vom damaligen Chorregenten der Alten Kapelle Johann Georg Mettenleiter, der auch begann, Proskes Erkenntnisse kirchenmusikalischer Restauration in der Alten Kapelle in die Tat umzusetzen.

## Rezeption, Nachwirkungen, Ehrungen
Proske, als eine zentrale Gestalt dieser Restauration der katholischen Kirchenmusik, legte den Grundstein für die kirchenmusikalische Reformbewegung des Cäcilianismus. Seine Wirkungsstätte, die Alte Kapelle, wurde im folgenden Jahrhundert Ausgangspunkt dieser Bewegung. Zu nennen ist hier besonders der Kirchenkomponist Michael Haller. Proske gilt auch als Wegbereiter der Regensburger Domspatzen und Begründer der Regensburger Tradition. Seine Musikbibliothek umfasst mehr als 1.200 Abschriften von Werken Alter Meister des 15. bis 17. Jahrhunderts und ist heute der Regensburger Bischöflichen Zentralbibliothek angegliedert.
Auf der Donauinsel Unterer Wöhrd ist in Regensburg eine Straße nach Proske benannt.
Bei der Einweihung der Papst-Benedikt-Orgel in der Stiftkirche Unserer Lieben Frau zur Alten Kapelle am 13. September 2006 nahm Benedikt XVI. auf Proske Bezug: „Von einem Kanoniker dieses Stiftes, Carl Joseph Proske, gingen im 19. Jahrhundert wesentliche Impulse zur Erneuerung der Kirchenmusik aus. Der gregorianische Choral und die altklassische Vokalpolyphonie wurden in den liturgischen Ablauf integriert. Die Pflege der liturgischen Kirchenmusik in der Alten Kapelle war von überregionaler Bedeutung und machte Regensburg zu einem Zentrum der kirchenmusikalischen Reformbewegung, deren Auswirkung bis in die Gegenwart reicht.“